# Botnnuten
Botnnuten är en bergstopp i Antarktis. Den ligger i Östantarktis. Norge gör anspråk på området. Toppen på Botnnuten är 1 460 meter över havet.
Terrängen runt Botnnuten är huvudsakligen platt, men norrut är den kuperad. Botnnuten är den högsta punkten i trakten. Trakten är obefolkad. Det finns inga samhällen i närheten.